# خورشید نیمه‌شب (فیلم ۲۰۱۸)
خورشید نیمه‌شب (انگلیسی: Midnight Sun) فیلمی در ژانر درام عاشفانه به کارگردانی اسکات اسپیر است که در سال ۲۰۱۸ منتشر شد. از بازیگران آن می‌توان به بلا تورن، پاتریک شوارتزنگر، راب ریگل، کوئین شپرد، و پل مک‌گیلیون اشاره کرد.

## خلاصه
کیتی پرایس (بلا تورن) از کودکی درگیر بیماری گزرودرما پیگمنتوزوم (حساسیت شدید به نور خورشید) است. او در شب فارغ‌التحصیلی اش به‌طور اتفاقی با چارلی(پاتریک شوارتزنگر) پسری که چندین سال است پنهانی دوستش دارد ملاقات می‌کند …